# Municipio de Twin (condado de Preble)
El municipio de Twin (en inglés: Twin Township) es un municipio ubicado en el condado de Preble en el estado estadounidense de Ohio. En el año 2010 tenía una población de 2790 habitantes y una densidad poblacional de 30,7 personas por km².

## Geografía
El municipio de Twin se encuentra ubicado en las coordenadas 39°47′5″N 84°32′12″O / 39.78472, -84.53667. Según la Oficina del Censo de los Estados Unidos, el municipio tiene una superficie total de 90.89 km², de la cual 90,36 km² corresponden a tierra firme y (0,57 %) 0,52 km² es agua.

## Demografía
Según el censo de 2010, había 2790 personas residiendo en el municipio de Twin. La densidad de población era de 30,7 hab./km². De los 2790 habitantes, el municipio de Twin estaba compuesto por el 97,81 % blancos, el 0,5 % eran afroamericanos, el 0,14 % eran amerindios, el 0,25 % eran asiáticos, el 0,11 % eran de otras razas y el 1,18 % eran de una mezcla de razas. Del total de la población el 0,57 % eran hispanos o latinos de cualquier raza.